# 007 Spectre
Pour les articles homonymes, voir 007 et Spectre.
Série
Skyfall
(2012) Mourir peut attendre
(2021)
Pour plus de détails, voir Fiche technique et Distribution.
007 Spectre (Spectre) est un film d'espionnage américano-britannique réalisé par Sam Mendes, sorti en 2015. 24e aventure cinématographique de James Bond, le titre  du film fait référence à l'organisation criminelle SPECTRE, apparue dans de nombreux épisodes de la saga depuis ses débuts.
Daniel Craig incarne l'agent secret James Bond pour la quatrième fois, après Casino Royale, Quantum of Solace et Skyfall. En août 2017, Daniel Craig confirme qu'il reprendra le rôle pour la cinquième fois,.

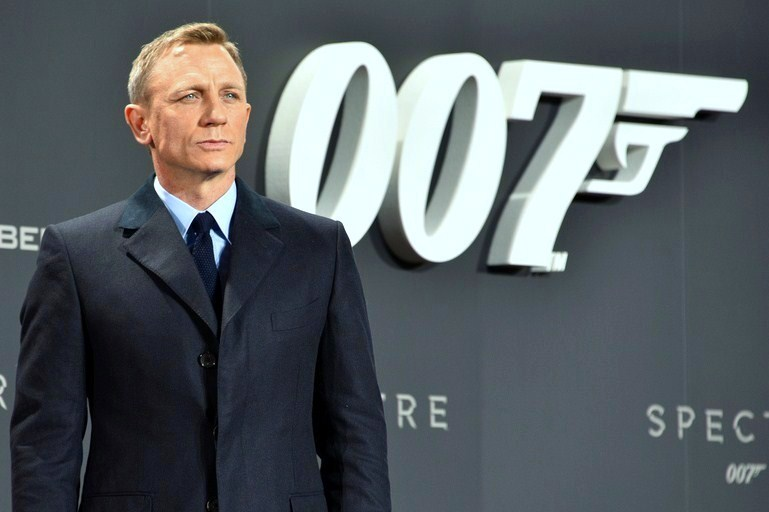
Daniel Craig, à la première du film à Berlin.

Le film met en scène James Bond incité à enquêter sur l'organisation secrète à but terroriste SPECTRE à la suite d'un testament vidéo laissé par l’ancienne M, morte dans Skyfall. Alors que le nouveau M fait face à la volonté du Home Office de supprimer la section 00 des services secrets britanniques, Bond s'allie avec la fille d'un ancien ennemi, Madeleine Swann, afin d’affronter SPECTRE.

## Synopsis
Lors d’une mission à Mexico, pendant la fête des morts, James Bond exécute les dernières volontés de l'ancienne M tuée à Skyfall en faisant exploser un appartement où se sont réunis plusieurs terroristes qui projettent de faire sauter un stade sportif. Bond prend en chasse le seul qui a survécu à l'explosion, Marco Sciarra, qui tente de s'échapper par hélicoptère. Bond s'agrippe à l'hélicoptère et, après un violent combat, jette par-dessus bord Sciarra après s'être emparé de l'anneau à motif de pieuvre qu'il portait au doigt.

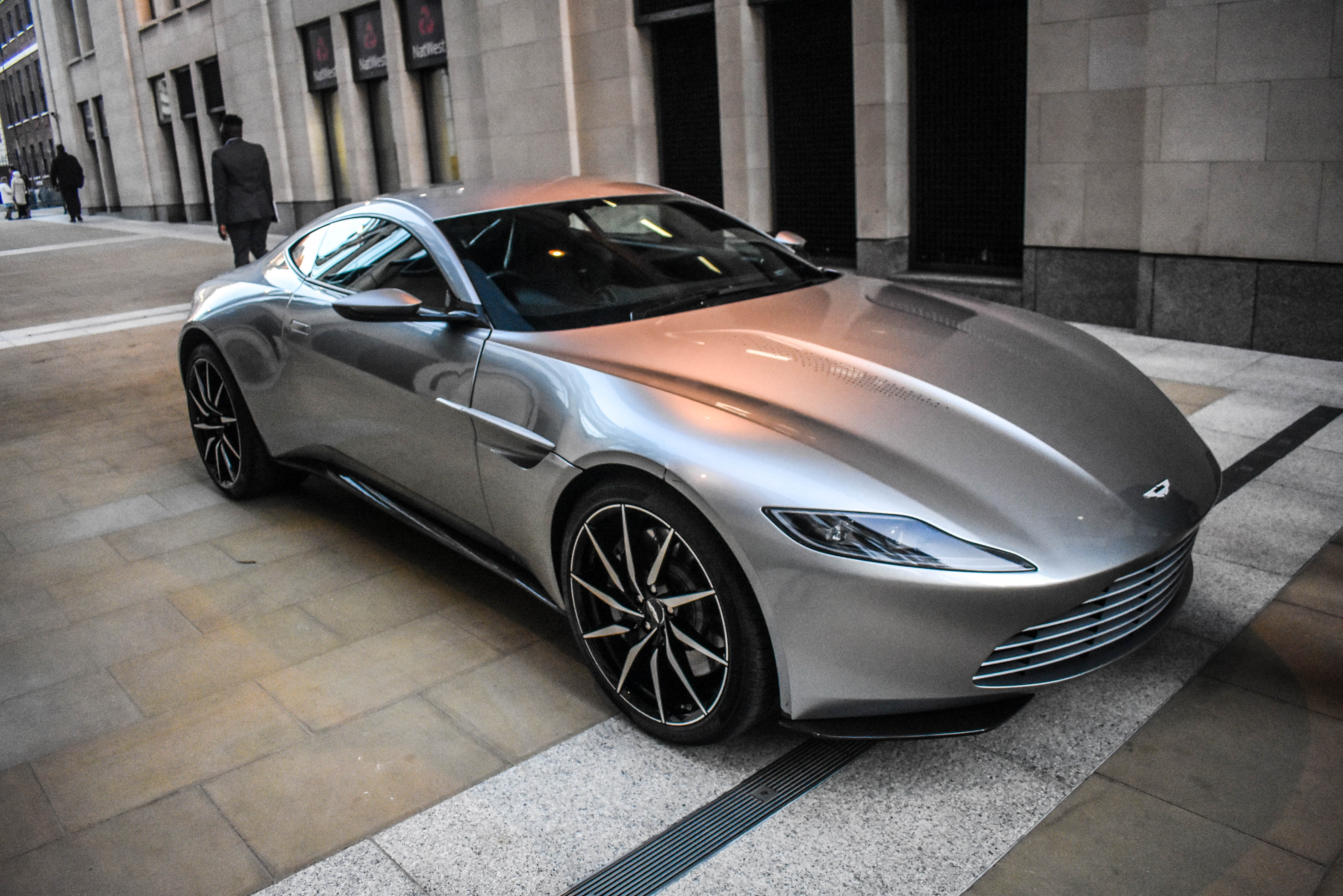
L'Aston Martin DB10 de James Bond.

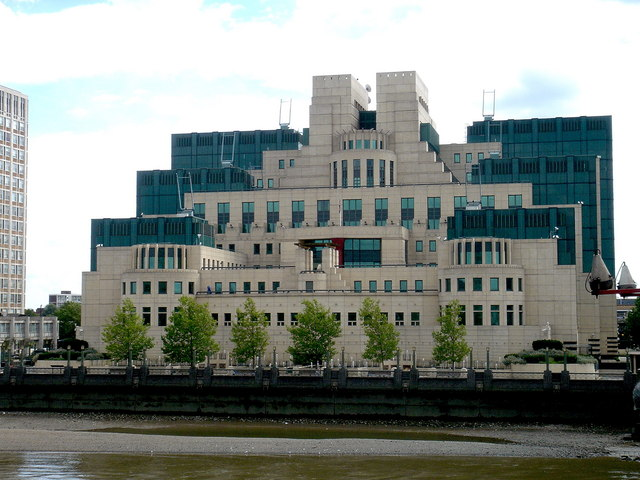
Ancien QG du MI-6, dévasté lors du film Skyfall précédent.

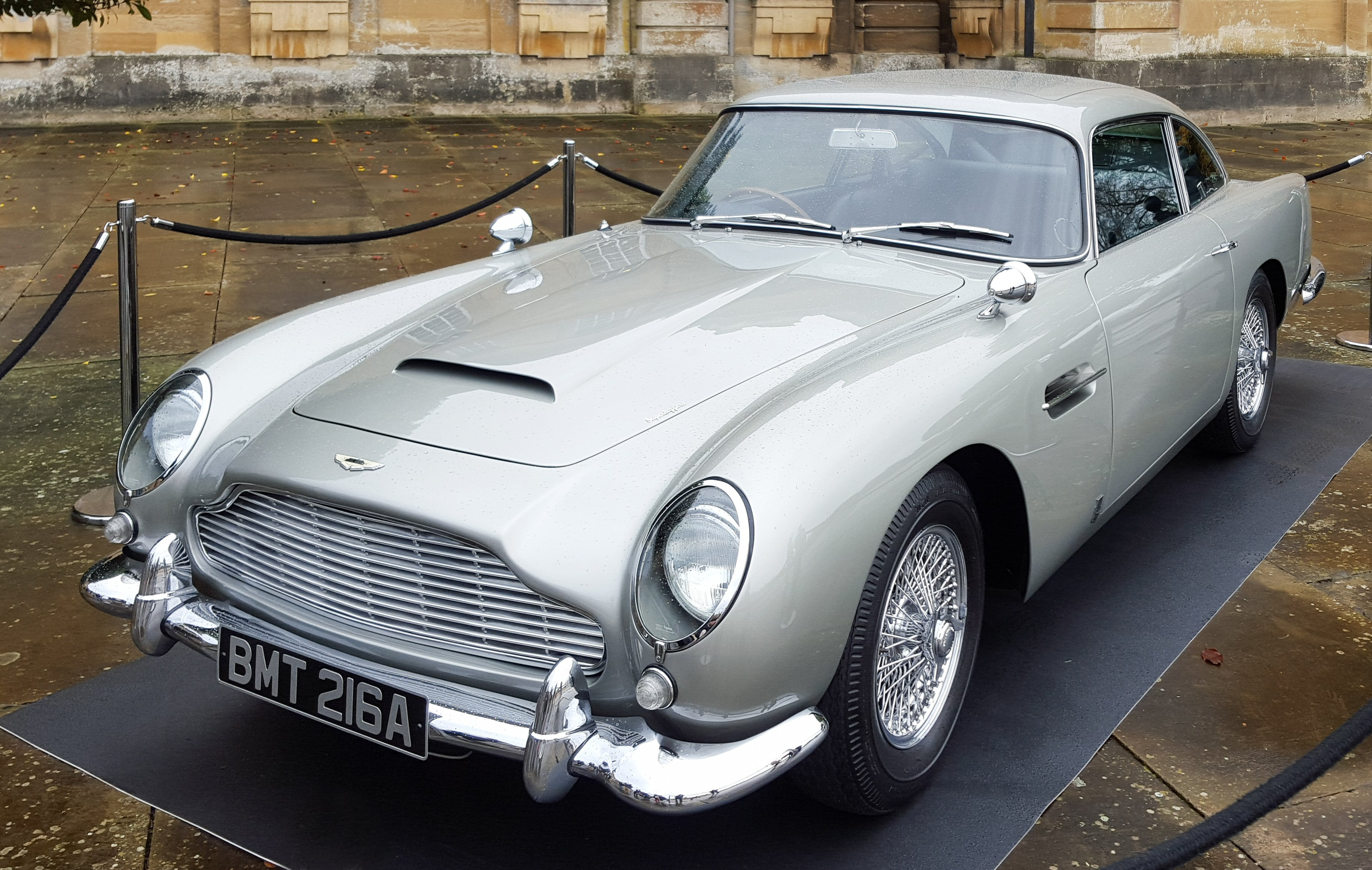
Aston Martin DB5 reconstruite, du film Skyfall précédent.

De retour à Londres, Bond est mis à pied par le nouveau M, excédé par les dégâts que l'agent provoque alors qu'il ne lui avait donné aucune autorisation. M est justement en pleine lutte avec C, le coordinateur des services de sécurité, qui veut fusionner le MI-5 et le MI-6. C désire également fonder les Neuf Sentinelles : un accord de coopération des services de renseignements de neuf pays, et fermer la section « double-zéro », obsolète à son goût.

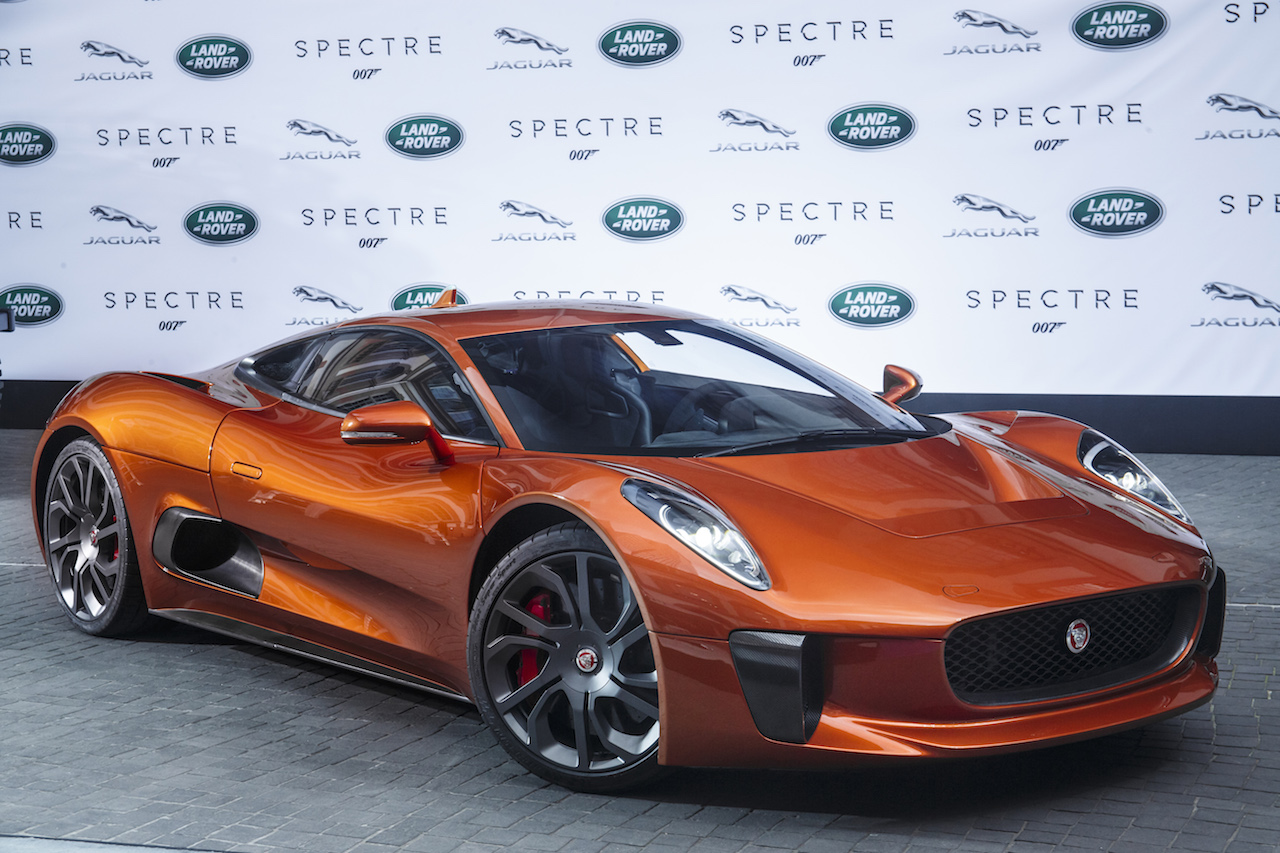
Jaguar C-X75 du film (M. Hinx)

Bond désobéit à M et se rend à Rome, afin d’assister aux funérailles de Sciarra. Il interroge Lucia, sa veuve ; elle lui apprend que son mari faisait partie d’une organisation secrète et qu’une réunion doit avoir lieu le soir même pour lui trouver un remplaçant. Bond s'y rend en se faisant passer pour un membre de l'organisation grâce à la bague de Sciarra. Au cours de la réunion, l'espion aperçoit enfin l’homme qui dirige l’organisation : Franz Oberhauser, un homme qu'il a bien connu autrefois et dont il était assez proche dans sa jeunesse. Bond et Oberhauser se reconnaissent. Démasqué, Bond s’enfuit mais se trouve poursuivi par Hinx, un assassin à la solde de l'organisation. Après une course poursuite dans les rues de Rome, 007 parvient à le semer. Moneypenny, grâce à un indice qu'a découvert Bond, comprend que M. White, un ancien membre de Quantum, fait aussi partie de l'organisation. Bond demande également à Moneypenny de faire des recherches sur Franz Oberhauser, qui est censé être mort avec son père dans une avalanche.

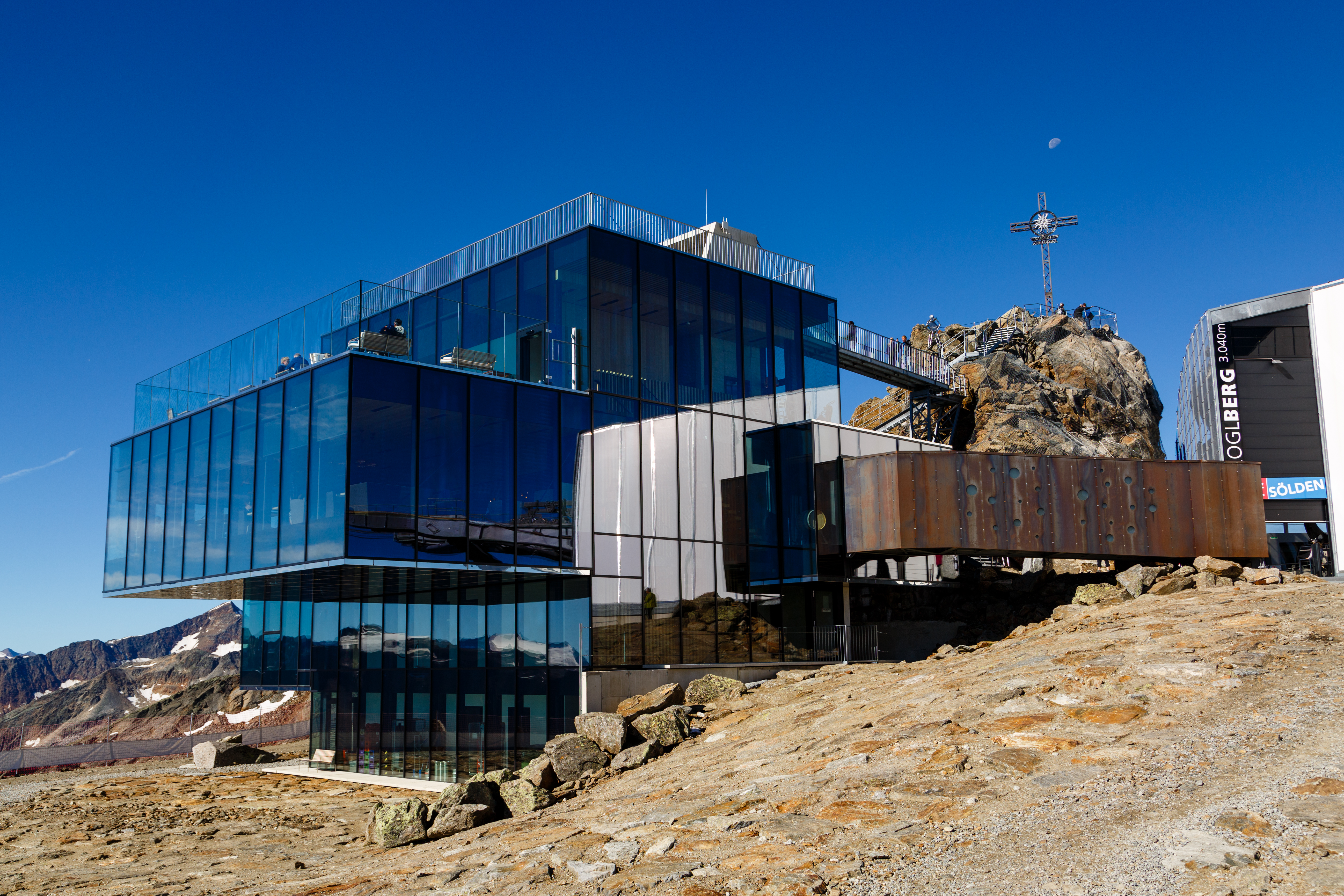
Restaurant Ice Q de Sölden au Tyrol en Autriche

Bond se rend en Autriche où il trouve M. White, mourant à cause d’un empoisonnement au thallium. M. White dit à Bond de trouver sa fille, le Dr Madeleine Swann. Elle le conduira à « L’Américain », ce qui le mènera ensuite à Oberhauser. White prend le pistolet de 007 et met fin à ses jours d'une balle. Bond trouve Swann à la clinique où elle travaille, mais elle est enlevée par Hinx. Bond poursuit les ravisseurs en avion et parvient à les neutraliser, puis il emmène Madeleine pour la mettre sous protection. Tous deux rencontrent Q, qui leur apprend que l’anneau de Sciarra contient des traces qui relient Oberhauser aux dernières aventures de Bond : en effet 007 apprend alors que Le Chiffre, Dominic Greene et Raoul Silva travaillaient tous pour Oberhauser. Swann leur annonce que l'organisation s’appelle Spectre et que « L’Américain » est un hôtel à Tanger.
Le couple se rend à l’hôtel et s'installe dans une suite où White venait chaque année avec son épouse pour leur anniversaire de mariage. Bond découvre qu'il avait construit une salle secrète avec des cassettes vidéo, des armes, des photos et une carte indiquant où se trouve le repaire de Oberhauser, au beau milieu du Sahara. Ils s'y rendent en train, mais sont une fois de plus attaqués par Hinx, que Bond éjecte du train avec l'aide de Madeleine. Bond et Swann font l’amour. Quelques heures plus tard, ils descendent à une gare perdue en plein désert. Une voiture vient les chercher et les emmène au repaire construit dans un cratère de météorite. Ils sont accueillis par Franz Oberhauser qui leur fait visiter son complexe et leur fait l'éloge de ce qui fait le pouvoir : l'information.
Oberhauser l’informe que C fait aussi partie de Spectre, qu’il communique à l’organisation des données du MI-6 et que son programme des Neuf Sentinelles a en fait pour but de permettre à Spectre d'espionner les services secrets de tous les pays concernés. Oberhauser se vante aussi d'être à l'origine de la mort des proches de Bond (Vesper Lynd et l'ancienne M). Oberhauser révèle à Madeleine la raison de sa haine contre Bond : lorsque Bond a perdu ses parents, le père de Franz l'a pris sous sa tutelle et a demandé à son fils de considérer James comme son frère - Franz, guère disposé à partager quoi que ce soit, a provoqué la mort de son père et s'est lui-même fait passer pour mort. Oberhauser leur annonce que désormais il se fait appeler Ernst Stavro Blofeld. Ce dernier torture Bond, qui parvient cependant à s'échapper avec Madeleine en réduisant au passage le complexe en cendres. Blofeld a cependant survécu à l'explosion même si elle lui a balafré le visage et lui a fait perdre un œil.
De retour à Londres, Bond et Madeleine rencontrent M, Bill Tanner, Q et Moneypenny ; ils décident d'aller neutraliser C au nouveau QG du MI6 et d’empêcher la mise en marche des Neuf Sentinelles. En route, ils tombent dans une embuscade. M et Q se rendent alors au nouveau QG tandis que Bond est emmené à l'ancien QG en ruine où l'attend Blofeld qui a pris Madeleine en otage. Au cours de la bataille entre M et C, ce dernier chute et se tue. Pendant ce temps, Bond, dans l’ancien bâtiment du MI-6, désaffecté depuis les événements de Skyfall, réussit à libérer Madeleine et à quitter les lieux avant que Blofeld ne fasse tout exploser. Pendant ce temps, le criminel s'enfuit à bord de son hélicoptère mais Bond et Madeleine le poursuivent en bateau sur la Tamise et finissent par abattre l'aéronef, qui s’écrase sur le Westminster Bridge. Blofeld sort de l'hélicoptère en flammes et Bond le rejoint. Bond décide de l’épargner, laisse à M le soin d’arrêter l'homme qui est la cause de ses malheurs, et rejoint Swann, qui assistait à la scène.
À la fin du film, Bond part avec Madeleine Swann à bord de son Aston Martin DB5 reconstruite par Q.

## Fiche technique
Sauf indication contraire, les informations mentionnées dans cette section peuvent être confirmées par la base de données cinématographiques IMDb,  présente dans la section « Liens externes ».
- Titre français : 007 Spectre
- Titre original : Spectre
- Réalisation : Sam Mendes

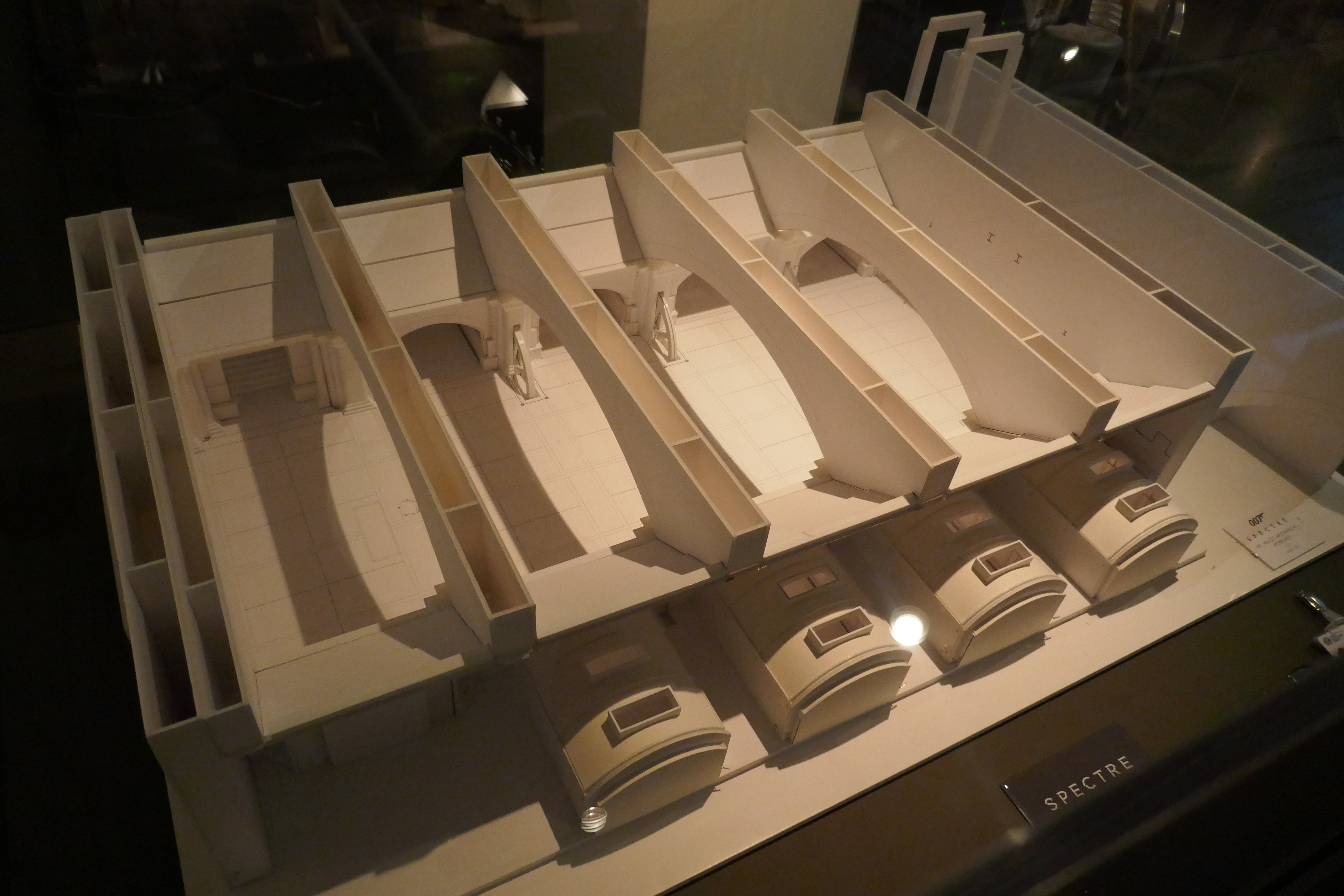
Maquette de l'atelier de Q.

- Scénario : John Logan, Neal Purvis et Robert Wade[5].
- Photographie : Hoyte Van Hoytema
- Direction artistique : Dennis Gassner[6]
- Décors : Dennis Gassner
- Costumes : Jany Temime
- Effets spéciaux : Chris Corbould (en)
- Montage : Lee Smith
- Musique : Thomas Newman
  - Chanson du générique : Writing's on the Wall interprétée par Sam Smith
- Son : Per Hallberg
- Production : Barbara Broccoli et Michael G. Wilson
- Sociétés de production : EON Productions, MGM, Columbia Pictures et Danjaq
- Société de distribution : Columbia Pictures (États-Unis), Sony Pictures Releasing France (France)
- Pays d’origine : États-Unis, Royaume-Uni
- Langues originales : anglais, avec quelques dialogues en français, allemand, italien et espagnol
- Format : couleur - 35 mm - 2.39 : 1 - son Dolby numérique
- Budget : entre 250 et 300 millions de $[Note 1]
- Genre : espionnage
- Durée : 148 minutes
- Classification :
  - États-Unis : PG-13 (scènes de violence, d'action, torture et sexuelles)
  - France : Tous Publics (Convient à tout type d'audience)
- Date de sortie : 
  - Royaume-Uni : 26 octobre 2015
  - Belgique : 4 novembre 2015[13]
  - France : 11 novembre 2015[14]
  - Tunisie : 15 novembre 2015[15]
  - Amérique du Nord : 6 novembre 2015[16],[17]

## Distribution

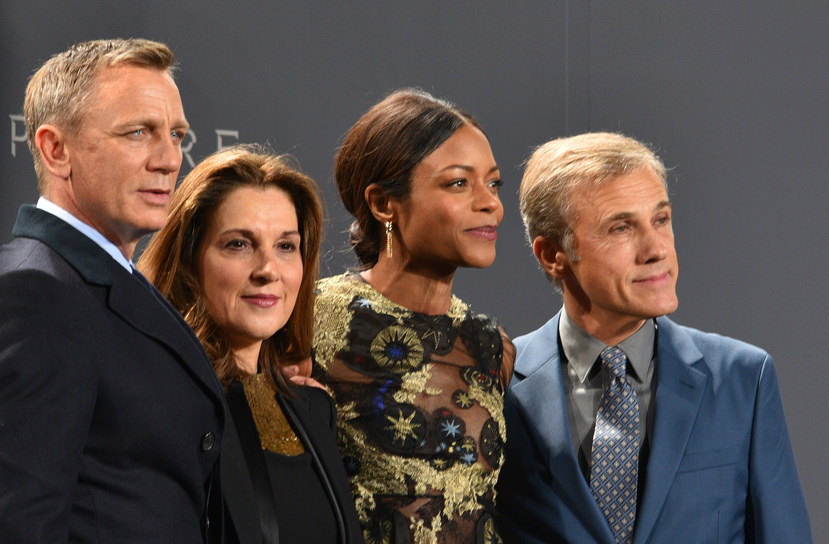
Daniel Craig, Barbara Broccoli, Naomie Harris et Christoph Waltz.

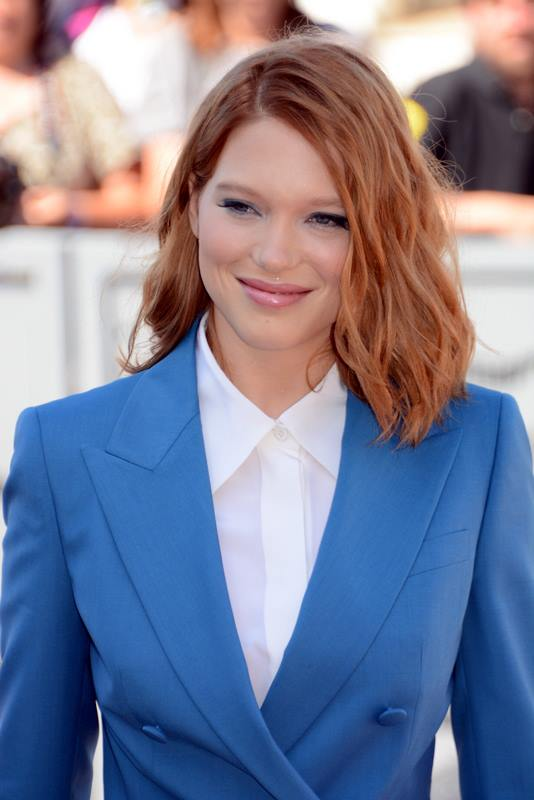
La James Bond girl Léa Seydoux

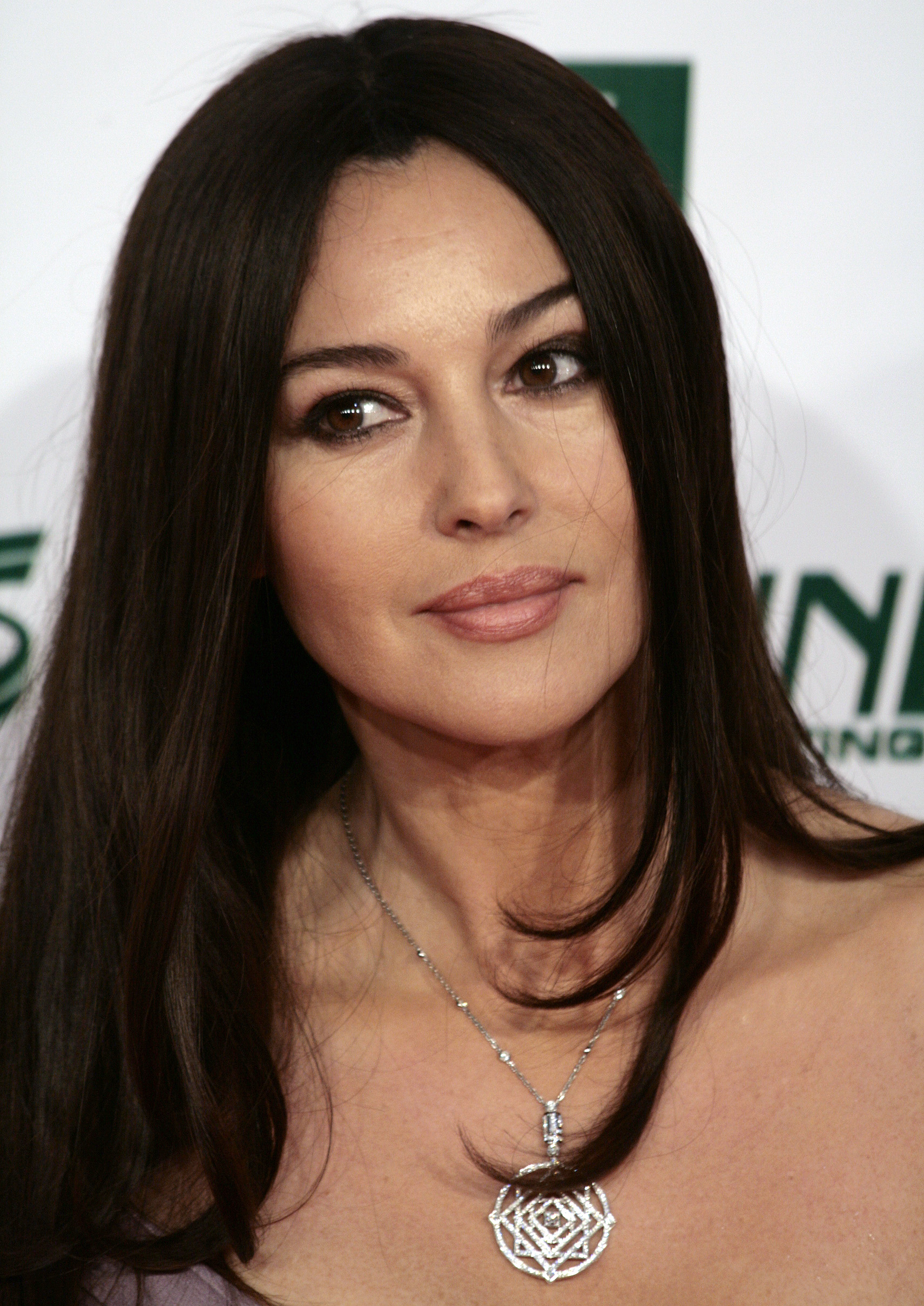
La James Bond girl Monica Bellucci.

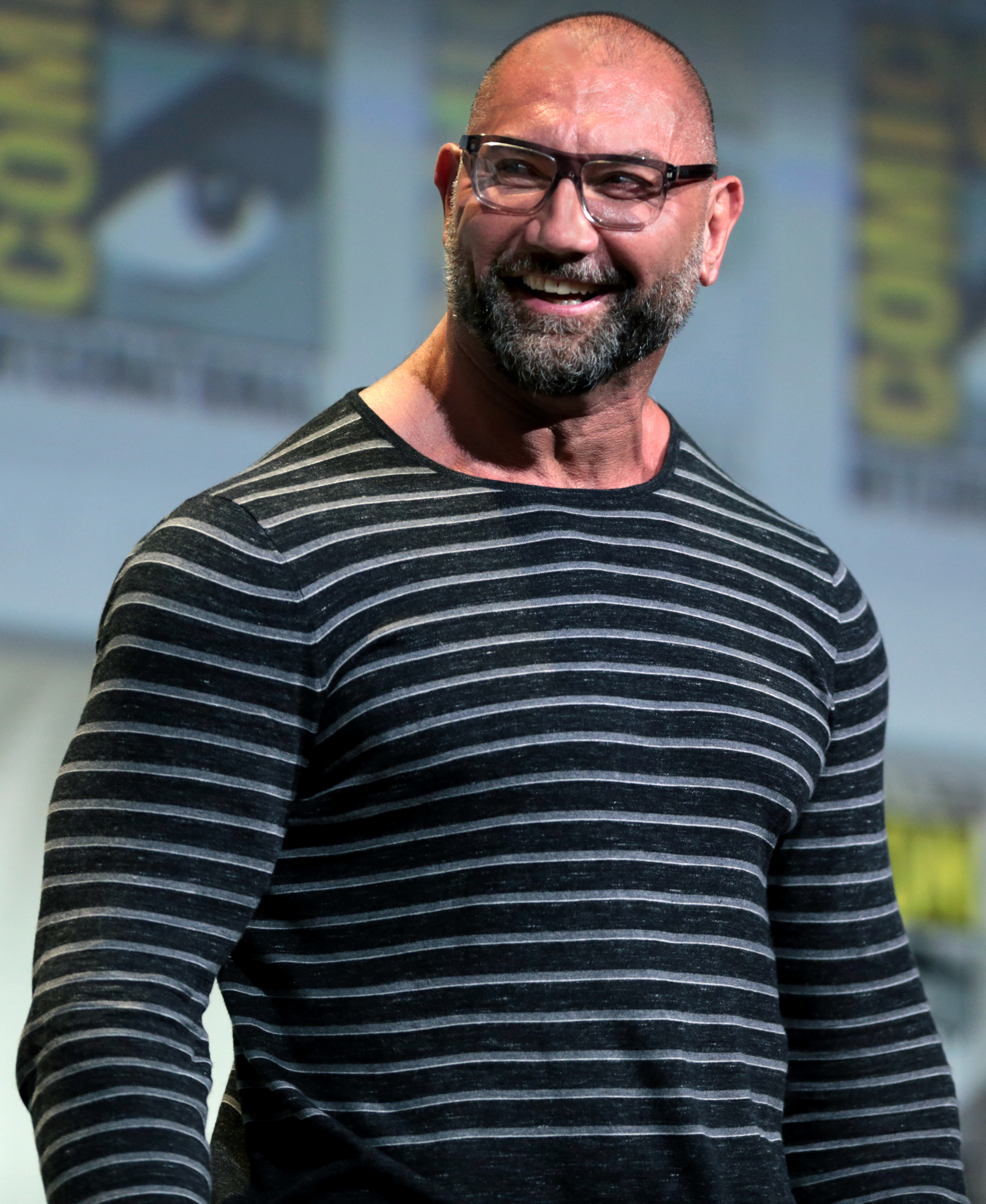
David Bautista en 2016

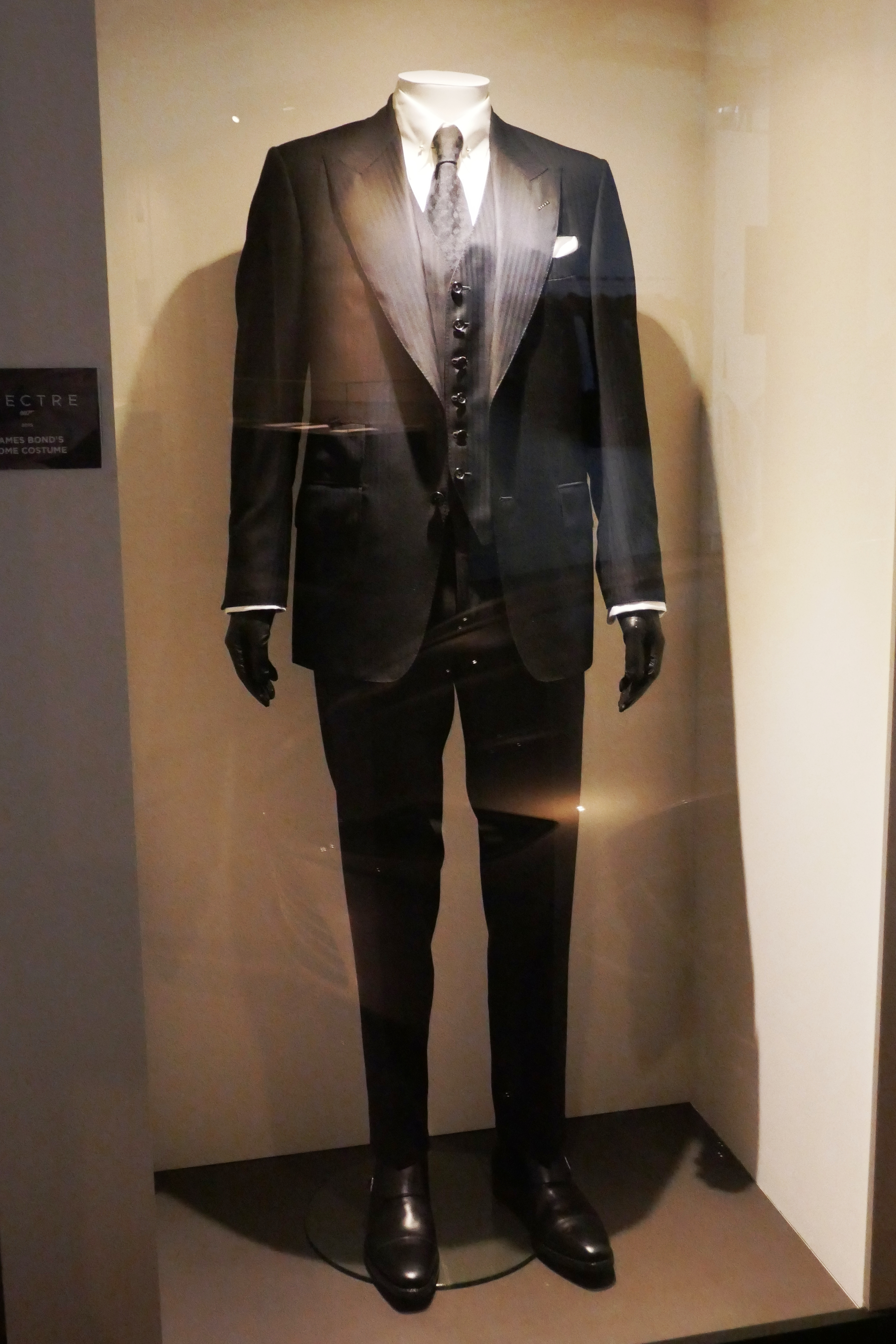
Costume porté par James Bond à Rome

- Daniel Craig (VF : Éric Herson-Macarel) : James Bond / 007
- Christoph Waltz (VF : Christian Gonon) : Ernst Stavro Blofeld / Franz Oberhauser
- Léa Seydoux (VF : elle-même) : Dr Madeleine Swann
- Ralph Fiennes (VF : Bernard Gabay) : Gareth Mallory / M
- Monica Bellucci (VF : elle-même) : Lucia Sciarra
- Ben Whishaw (VF : Yoann Sover) : Q
- Naomie Harris (VF : Annie Milon) : Eve Moneypenny
- David Bautista (VF : Hervé Caffin) : M. Hinx, homme de main d'Ernst Stavro Blofeld
- Andrew Scott (VF : Jean-Christophe Dollé) : Max Denbigh / C
- Rory Kinnear (VF : Xavier Fagnon) : Bill Tanner
- Jesper Christensen (VF : Jean-Bernard Guillard) : M. White
- Alessandro Cremona : Marco Sciarra (prégénérique)
- Stephanie Sigman (VF : Ethel Houbiers) : Estrella, la femme qui accompagne 007 à Mexico (prégénérique)
- Domenico Fortunato : Gallo, l'associé de Sciarra à Mexico (prégénérique)
- Marc Zinga (VF : lui-même) : Moreau, le porte-parole de Blofeld
- Brigitte Millar : le docteur Vogel, un membre du SPECTRE
- Adel Bencherif : Abrika, un membre du SPECTRE
- Gediminas Adomaitis (VF : Cyrille Monge) : le bras droit de Blofeld
- Peppe Lanzetta : Lorenzo, un agent de sécurité de Blofeld
- Francesco Arca : Francesco, un assassin chez Lucia
- Matteo Taranto : Marco, l'autre assassin chez Lucia
- Benito Sagredo : Guerra, un membre du SPECTRE
- Erick Hayden : Marshall, un membre du SPECTRE
- Oleg Mirochnikov : Valerian, un membre du SPECTRE
- Victor Schefé (VF : Hervé Caffin) : le barman de la clinique
- Judi Dench (VF : Nadine Alari) : la défunte M, dans un message vidéo (non créditée)
- Michael G. Wilson : un homme discutant avec C (caméo) (non crédité)
- Gregg Wilson : un homme discutant avec C (caméo) (non crédité)

## Lieux de l'action
- Mexique : Mexico (scène pré-générique)
- Angleterre : Londres
- Italie : Rome
- Autriche : Altaussee ; Sölden
- Maroc : Tanger
- Sahara

## Production

### Développement
Les producteurs proposent à Sam Mendes, réalisateur du précédent film, de réaliser James Bond 24 mais il a décliné l'offre dans un premier temps, ayant d'autres engagements au théâtre comme Charlie et la Chocolaterie et Le Roi Lear. D'autres réalisateurs sont également approchés,,. En juillet 2013, un accord est trouvé avec Mendes, car le studio accepte de repousser le film d'un an pour qu'il puisse se concentrer sur ses activités théâtrales.
Le scénariste John Logan annonce que le film sera dans la continuité de Skyfall. Son scénario terminé, la production demande à Neal Purvis et Robert Wade de l'améliorer.
Le 4 décembre 2014, à l'occasion d'une conférence de presse de présentation tenue aux studios Pinewood de Londres par Sam Mendes, le titre du film est dévoilé : Spectre, un nom qui fait penser à l'organisation criminelle SPECTRE qui apparait dans de nombreux épisodes de la saga cinématographique, et dont le leader est Ernst Stavro Blofeld. Les acteurs principaux du film sont présentés un à un à cette occasion, ainsi que les lieux du tournage, sa durée (sept mois), et la nouvelle Aston Martin de l'agent 007, la DB10.

### Scénario
Spectre marque le retour de nombreux scénaristes ayant déjà participé à la saga James Bond, tel que John Logan, scénariste de Skyfall, Neal Purvis et Robert Wade qui avaient déjà participé à cinq films James Bond auparavant, et le dramaturge britannique Jez Butterworth, qui avait déjà contribué sans être crédité à Skyfall. Butterworth est chargé de peaufiner le script originel, aidé par Mendes et Craig, ce qui, d'après lui, implique d'ajouter ce qu'il aurait aimé voir adolescent. Il limite donc les scènes de discussions entre Bond et d'autres hommes, car « Bond tire sur d'autres hommes, il ne reste pas assis à discuter avec eux. » Purvis et Wade révèlent que Spectre apporterait une légère modification à la continuité des anciens films, notamment en modifiant l'organisation Quantum évoquée dans Casino Royale (film, 2006) et introduite dans Quantum of Solace, faisant de celle-ci une division au sein de SPECTRE plutôt qu'une organisation à part entière. L'histoire de Spectre relie aussi l'intrigue de Skyfall aux deux premiers films, en révélant que Raoul Silva était associé à l'organisation. De nombreuses idées d'intrigues ont été envisagées, en 2021, Ralph Fiennes révèle lors d'une interview que Sam Mendes envisageait de faire de M le grand méchant du film, idée refusée par Ralph qui utilisa son droit de véto.

### Attribution des rôles
Daniel Craig, Ralph Fiennes, Naomie Harris, Ben Whishaw, Rory Kinnear et Jesper Christensen reprennent à nouveau leurs rôles respectifs. Pour le rôle de la James Bond girl, la production annonce qu'elle recherche une actrice scandinave. En octobre 2014, le Daily Mail puis Sony Pictures confirment la participation de l'actrice française Léa Seydoux. Sam Mendes aurait réécrit le rôle de la James Bond girl Madeleine Swann afin que celui-ci corresponde à la nationalité de l'actrice. Cinquante ans plus tôt, Brigitte Bardot et Catherine Deneuve avaient refusé d'incarner l'épouse de James Bond dans Au service secret de Sa Majesté.
Pour le rôle de l'homme de main, la production a indiqué vouloir introduire un méchant rappelant d'autres célèbres antagonistes de la franchise comme Oddjob ou Requin. Il leur fallait donc un acteur de grande taille, sportif, physique « très inhabituel ». David Bautista est choisi pour interpréter ce rôle du personnage « M. Hinx ». Christoph Waltz rejoint le casting pour prendre le rôle de Franz Oberhauser, tout comme Monica Bellucci pour celui de Lucia Sciarra.
Le Belge Marc Zinga, remarqué notamment aux côtés de Benoît Poelvoorde dans le film Les Rayures du zèbre en 2014, tient le rôle du porte-parole d'Oberhauser,.
En mars 2015, l'actrice mexicaine Stephanie Sigman intègre à son tour la distribution. Elle y incarne Estrella, la femme que l'on voit aux côtés de 007 à l'ouverture du film.

### Tournage
Le tournage débute le 8 décembre 2014. Mais en réalité, lors de présumés repérages à Oujda, au Maroc, quelques jours avant la conférence, quelques prises ont été filmées avec Daniel Craig. L'équipe est retournée au Maroc en juin 2015 peu de temps avant la fin du tournage qui a pris fin le 5 juillet de la même année.

La place de la Constitution et une rue de Mexico fermée pour le tournage du film.
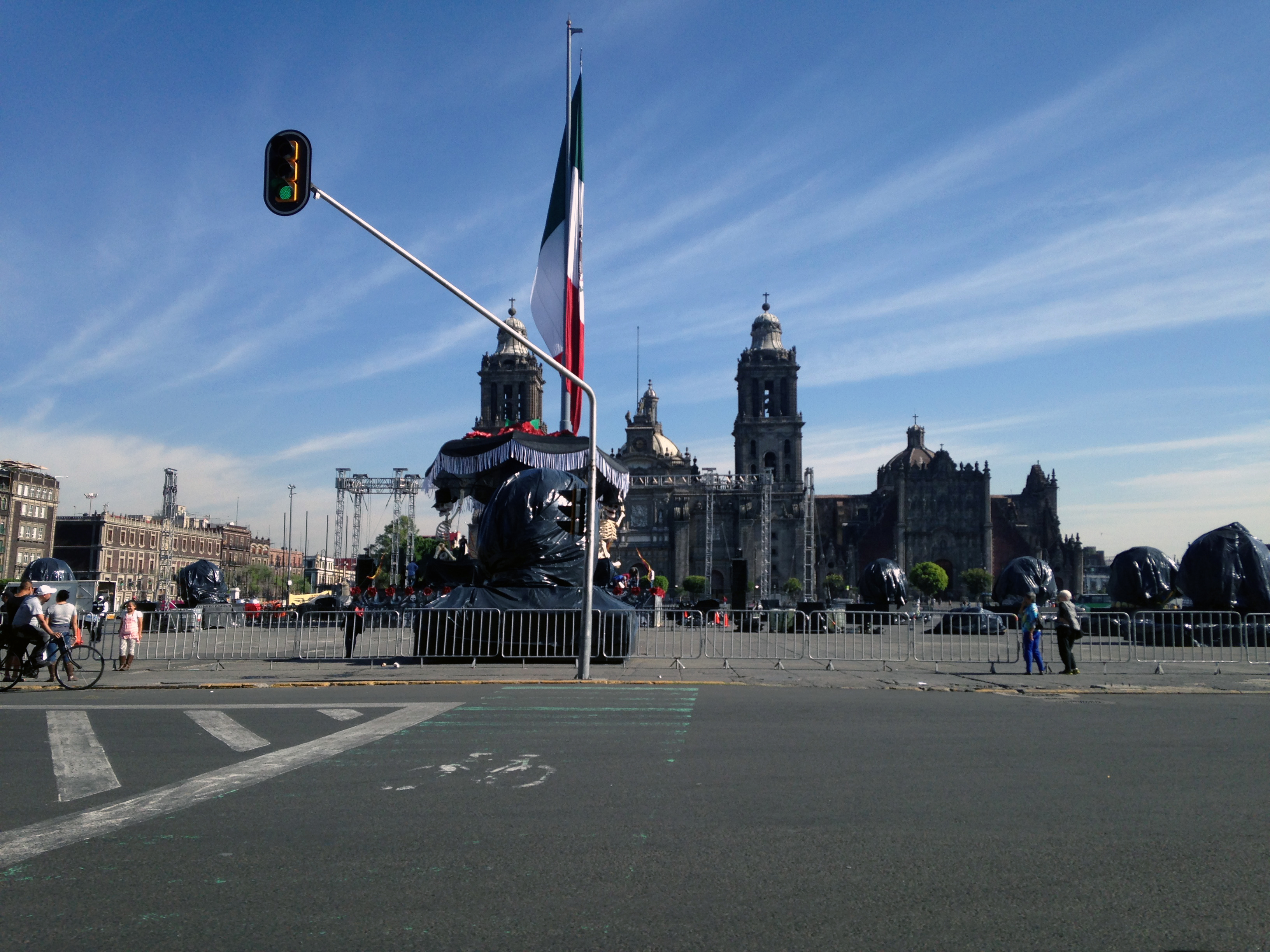
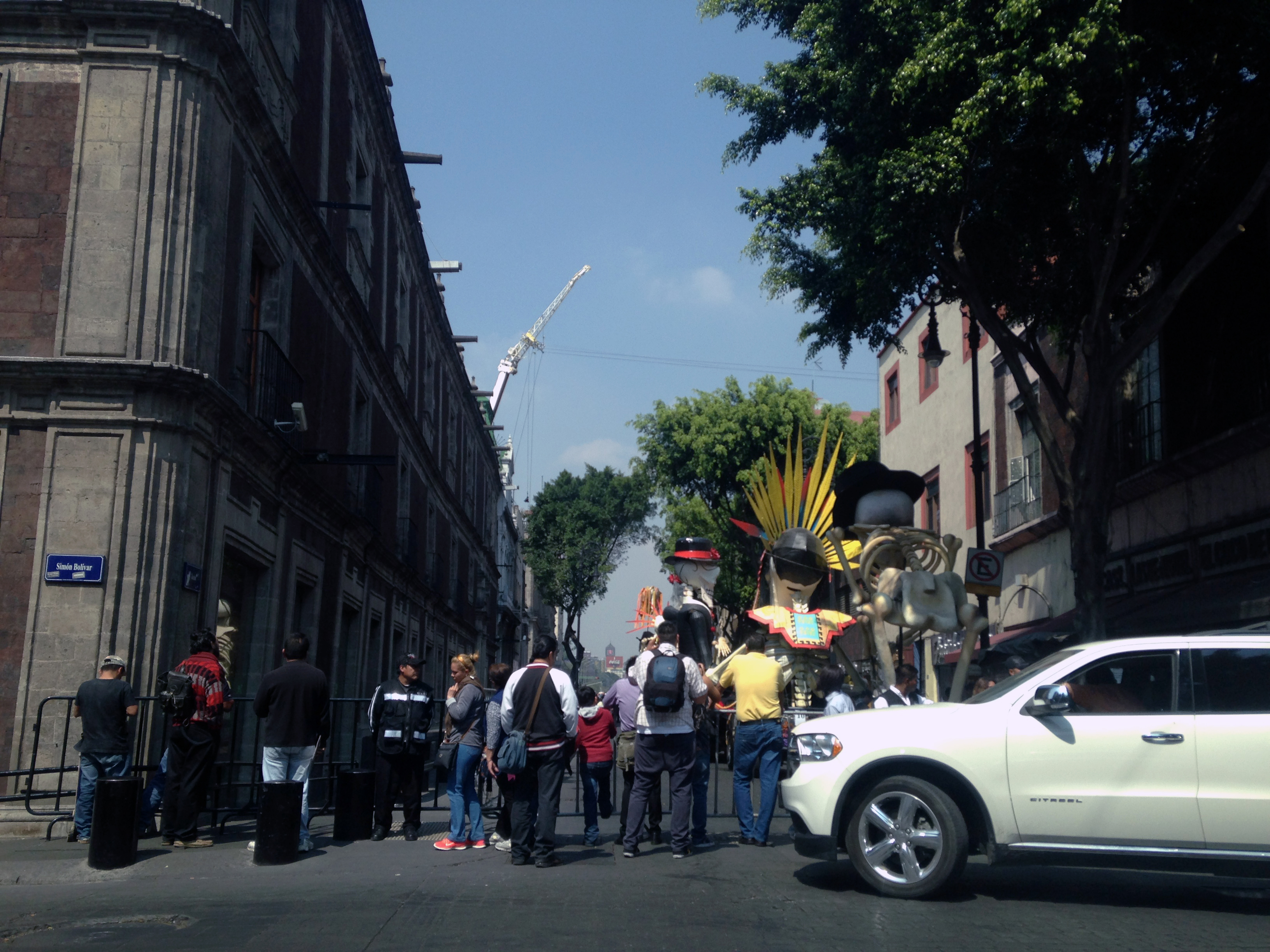

Lieux de tournage :
- Pinewood Studios, Iver Heath, Angleterre[24]
- Londres : Regent's Park, Regent's Canal, Notting Hill, Tamise, Rules, Angleterre[24]
- Woodstock : palais de Blenheim, Angleterre
- Rome : Musée de la Civilisation romaine, Italie[24]
- Sölden, Altaussee, Obertilliach, Autriche[38]
- Tanger, Maroc[24]
- Erfoud, Maroc[38]
- Mexico, Mexique[24]

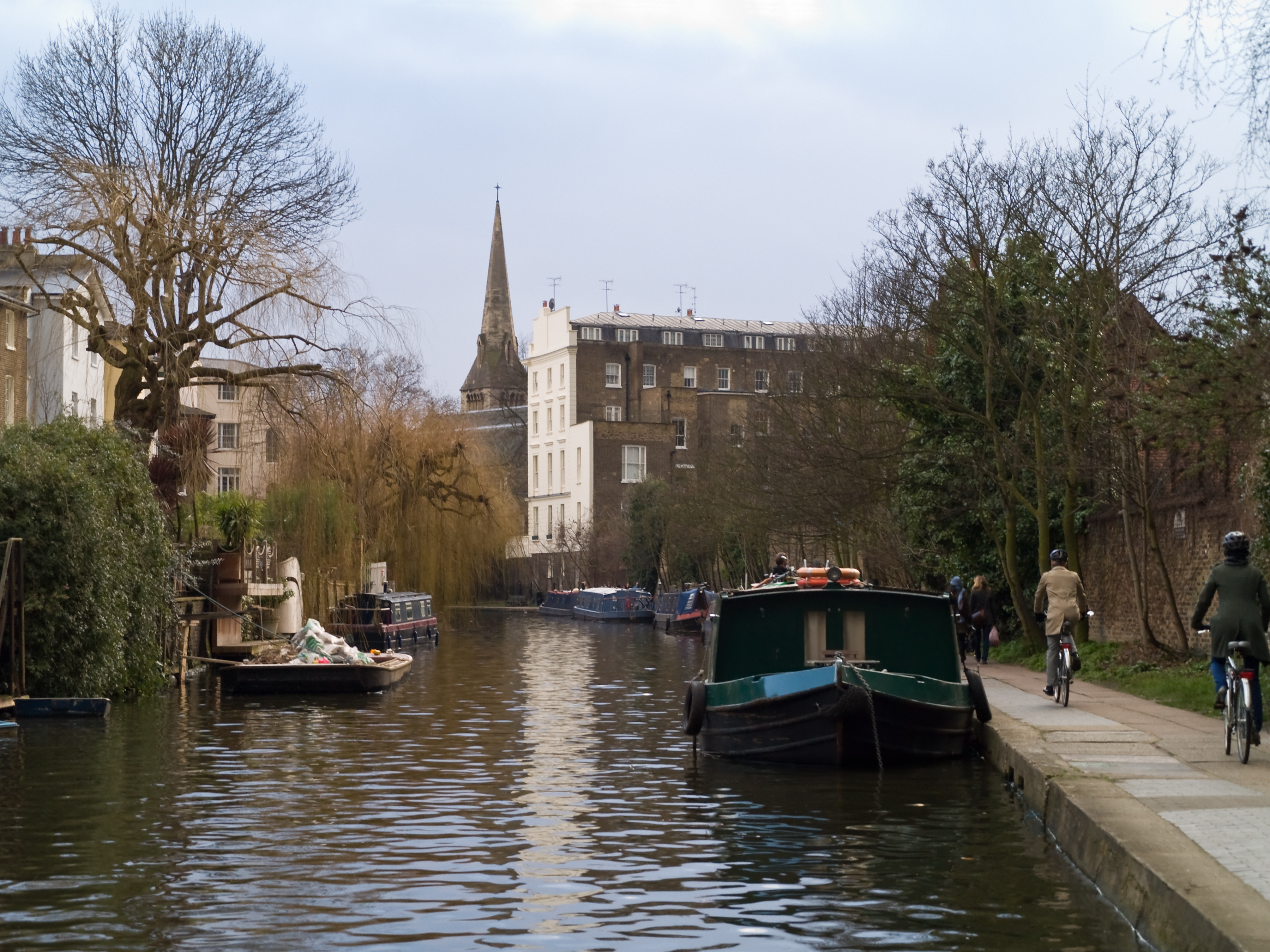
Regent's Canal
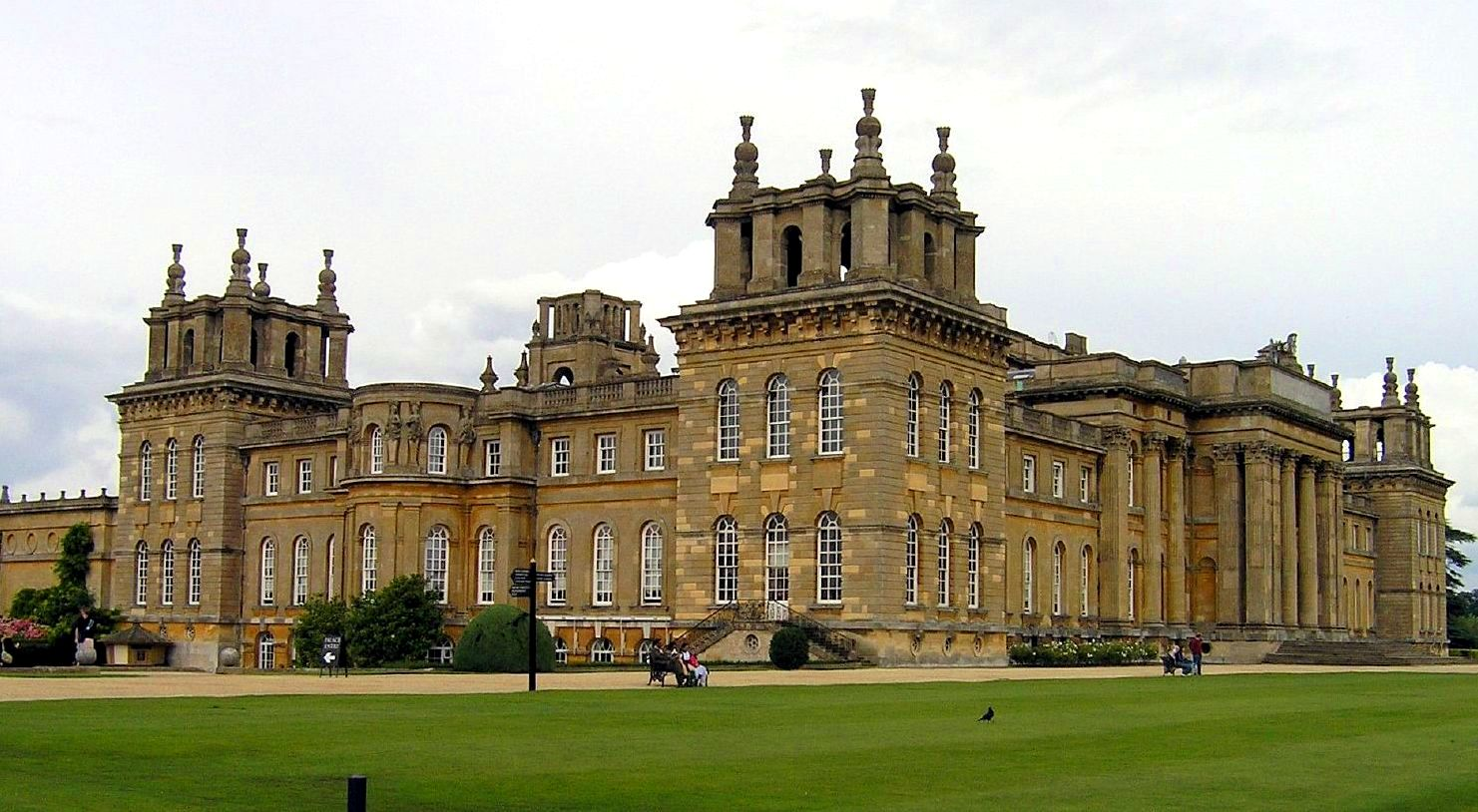
Palais de Blenheim.
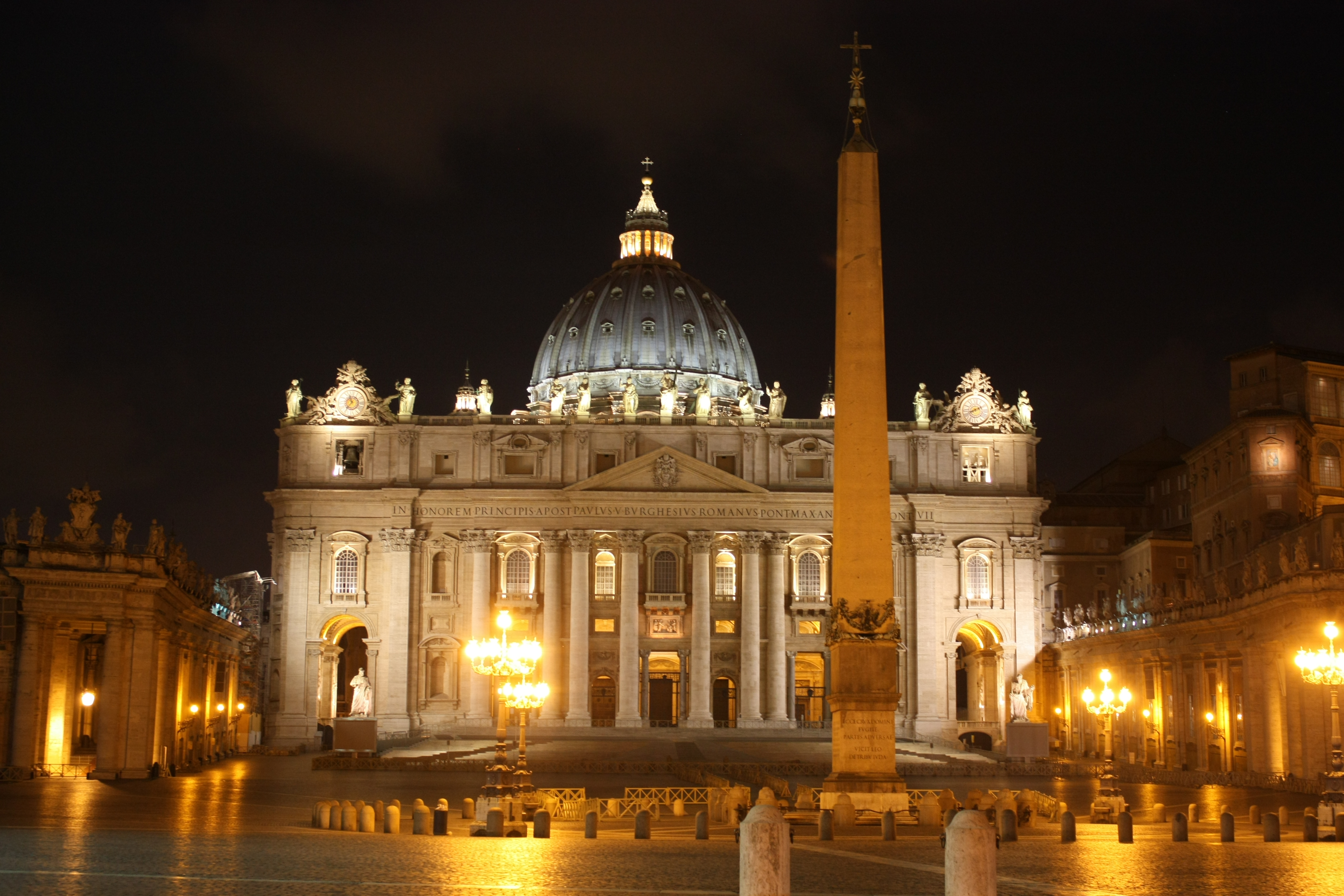
Basilique Saint-Pierre du Vatican à Rome
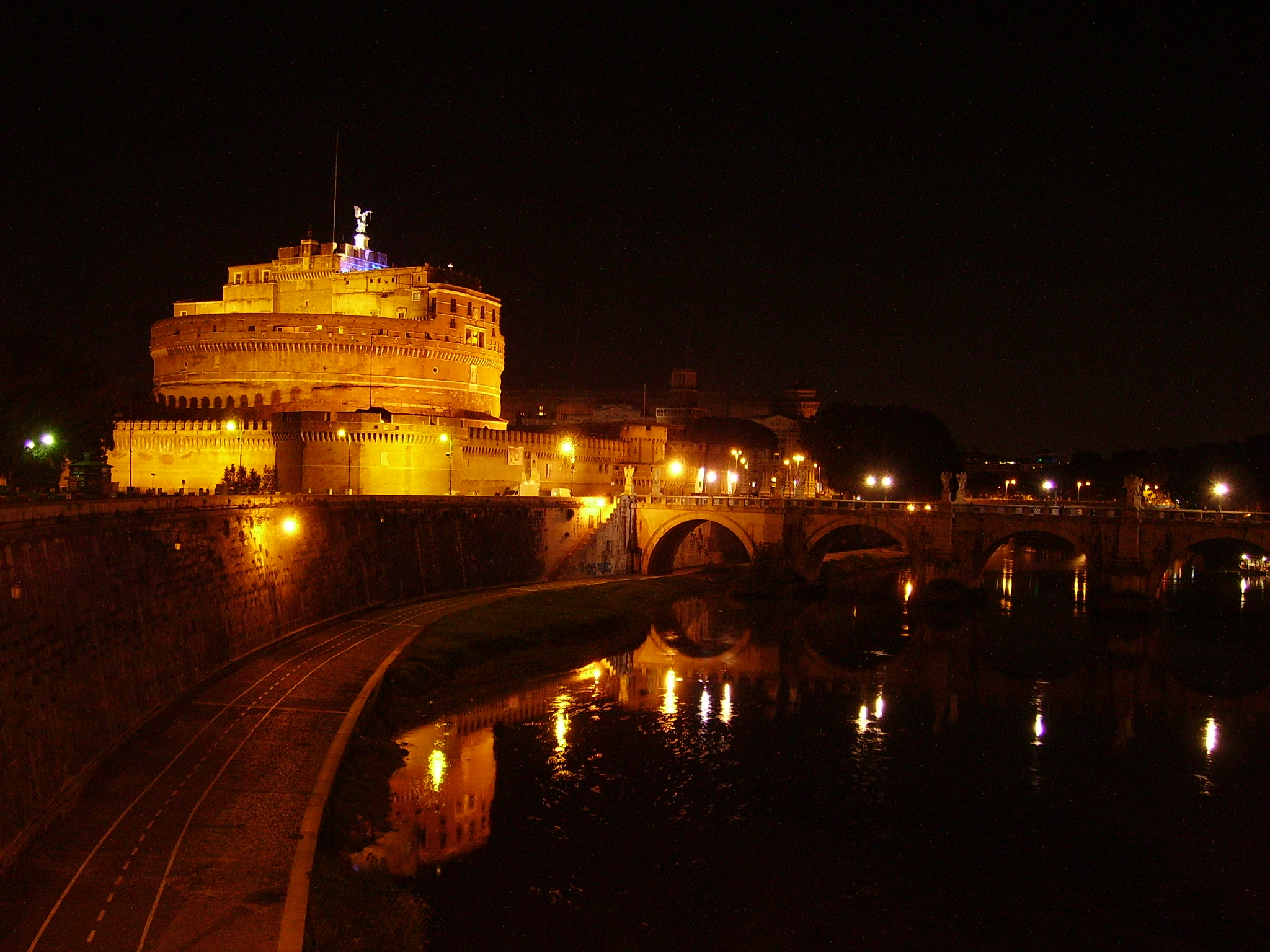
Château Saint-Ange et quais du Tibre de Rome
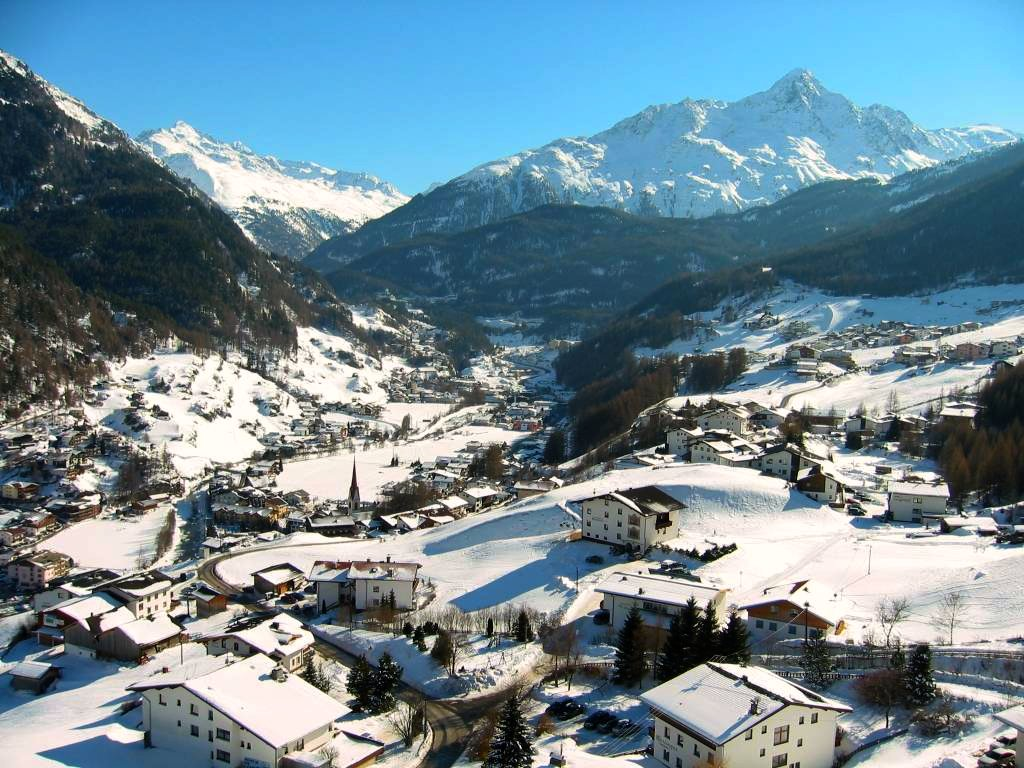
Sölden.
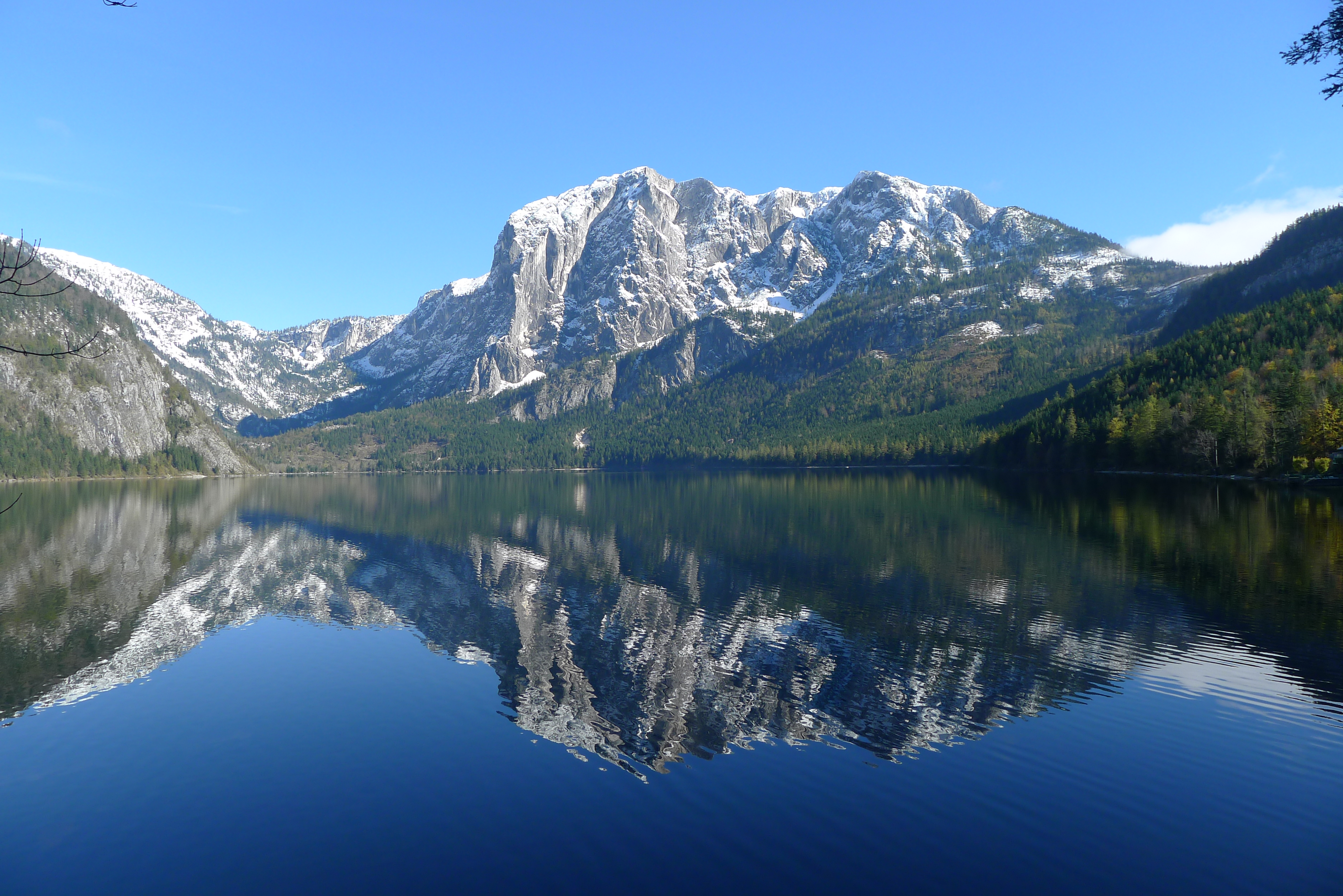
Altaussee.
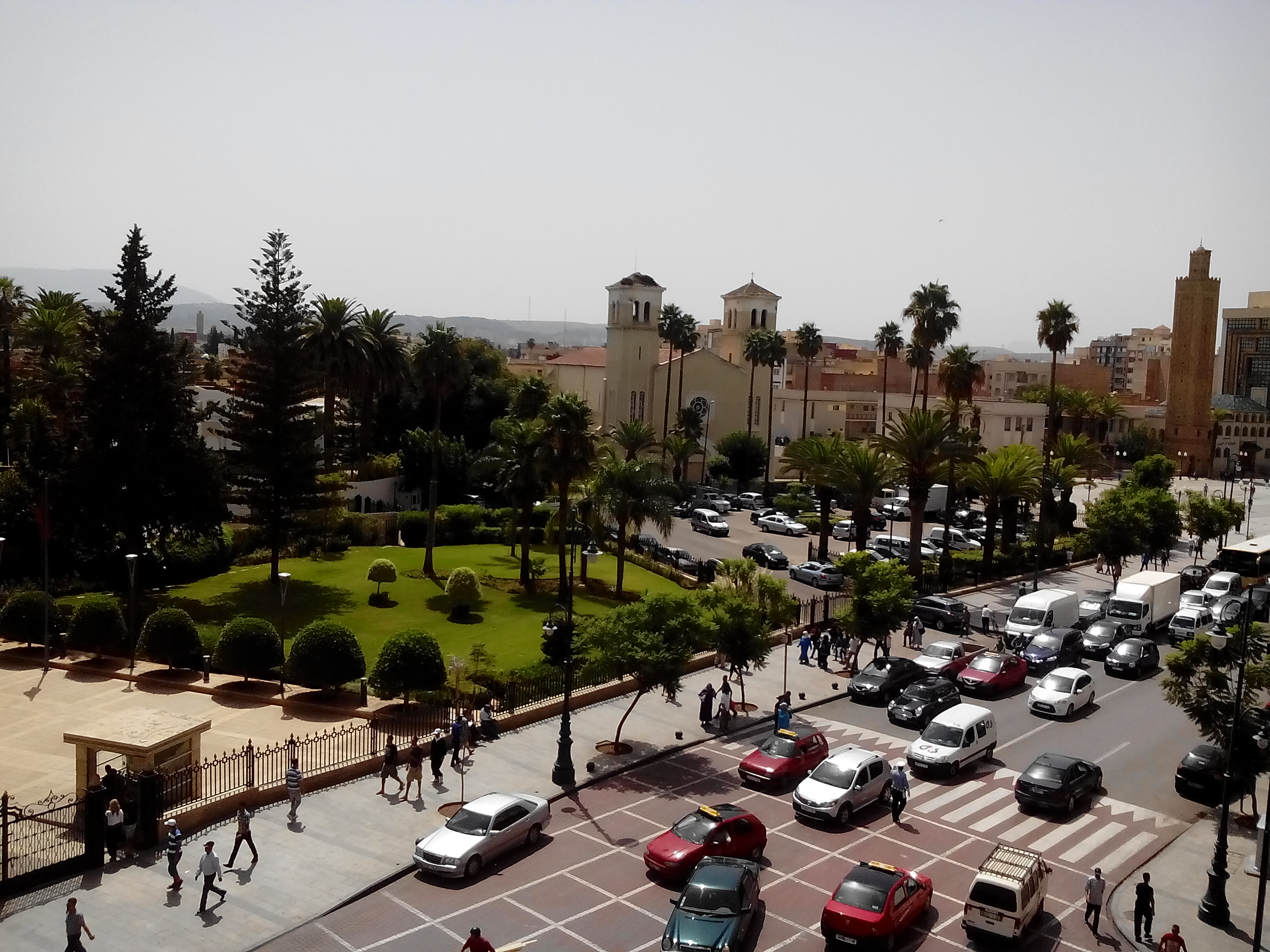
Centre historique de Oujda.
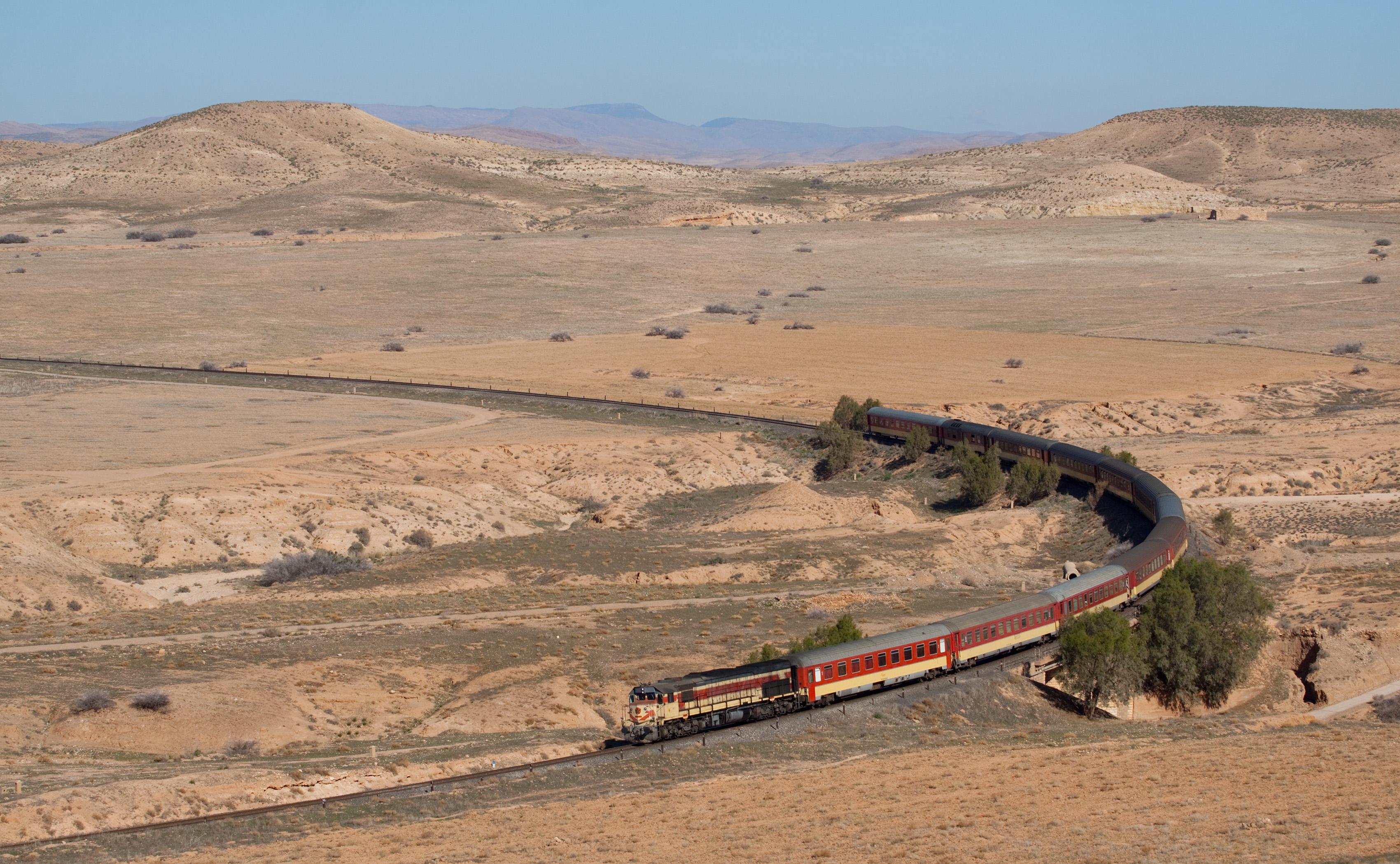
Chemin de fer non électrifié près de Oujda.
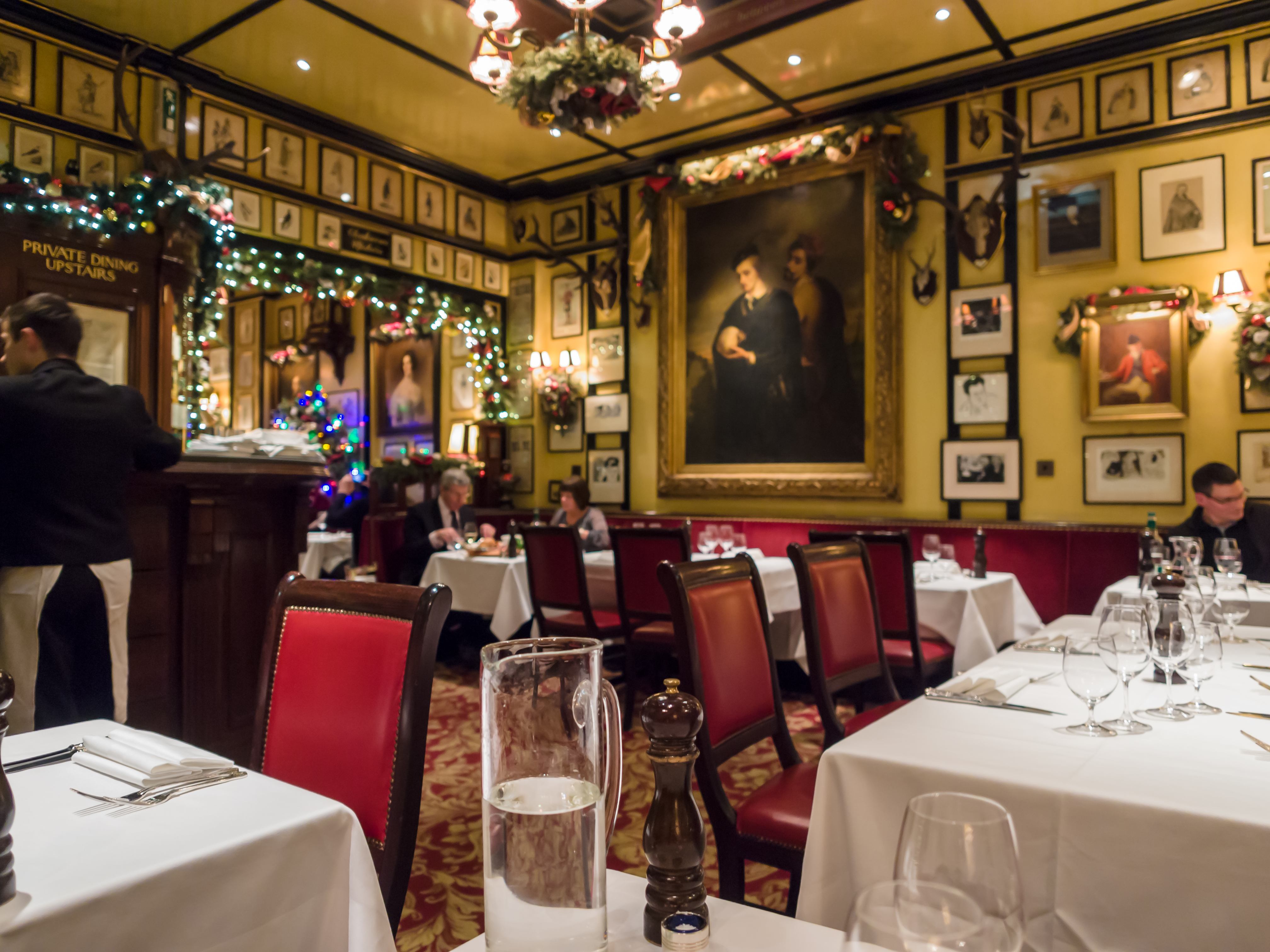
Rules
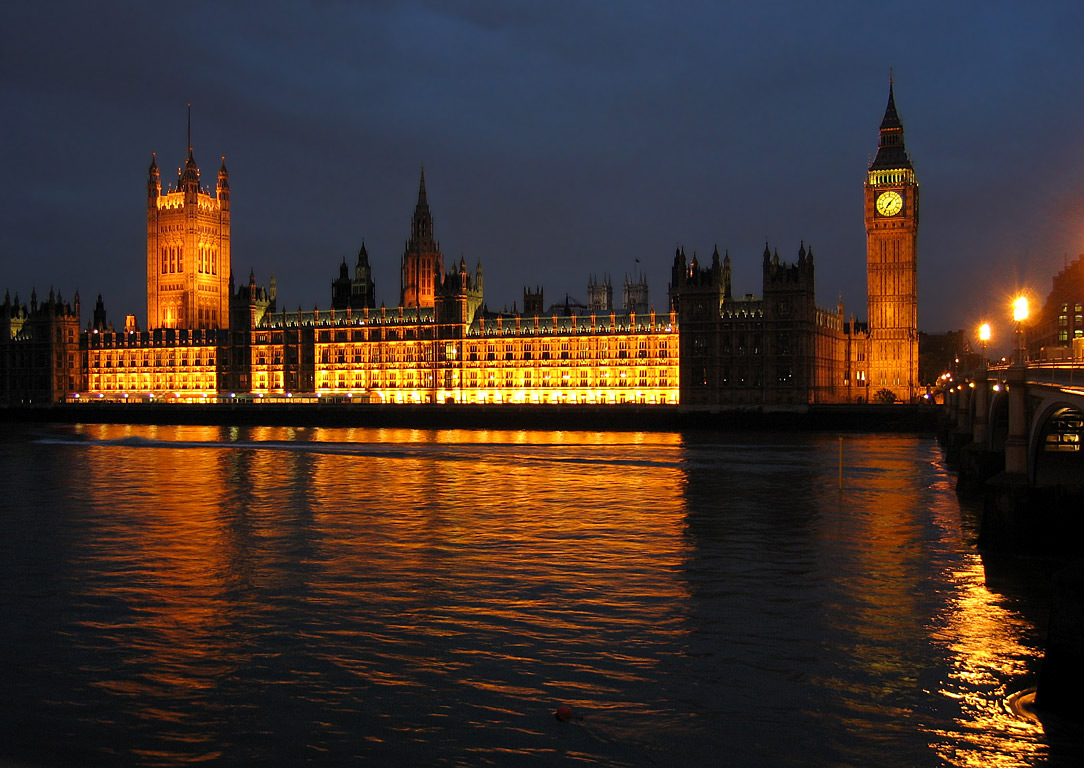
Palais de Westminster

### Musique
Albums de Thomas Newman
Indian Palace : Suite royale
(2015) Le Pont des espions
(2015)
Bandes originales de James Bond
Skyfall
(2012) Mourir peut attendre
(2021)
La musique du film est composée par Thomas Newman (qui a travaillé sur tous les films de Sam Mendes, à l'exception de Away We Go de 2009), et du célèbre Nisi Dominus - Cum Dederit - RV 608 composé par Antonio Vivaldi vers 1716 (de la scène ou Monica Bellucci rentre chez elle à Rome avec James Bond). La chanson du générique d'entrée, Writing's on the Wall, est interprétée par Sam Smith. Certaines musiques audibles lors des scènes d'action (comme celle où James Bond affronte Marco Sciarra dans l'hélicoptère) ont déjà été entendues dans Skyfall.
| Liste des titres | Liste des titres                        | Liste des titres | Liste des titres | Liste des titres | Liste des titres | Liste des titres | Liste des titres | Liste des titres | Liste des titres |
| No               | Titre                                   | Durée            |                  |                  |                  |                  |                  |                  |                  |
| ---------------- | --------------------------------------- | ---------------- | ---------------- | ---------------- | ---------------- | ---------------- | ---------------- | ---------------- | ---------------- |
| 1.               | Los Muertos Vivos Estan (feat. Tambuco) | 2:46             |                  |                  |                  |                  |                  |                  |                  |
| 2.               | Vauxhall Bridge                         | 2:18             |                  |                  |                  |                  |                  |                  |                  |
| 3.               | The Eternal City                        | 4:32             |                  |                  |                  |                  |                  |                  |                  |
| 4.               | Donna Lucia                             | 2:02             |                  |                  |                  |                  |                  |                  |                  |
| 5.               | A Place Without Mercy                   | 1:03             |                  |                  |                  |                  |                  |                  |                  |
| 6.               | Backfire                                | 4:52             |                  |                  |                  |                  |                  |                  |                  |
| 7.               | Crows Klinik                            | 1:41             |                  |                  |                  |                  |                  |                  |                  |
| 8.               | The Pale King                           | 2:54             |                  |                  |                  |                  |                  |                  |                  |
| 9.               | Madeleine                               | 2:57             |                  |                  |                  |                  |                  |                  |                  |
| 10.              | Kite in a Hurricane                     | 2:08             |                  |                  |                  |                  |                  |                  |                  |
| 11.              | Snow Plane                              | 5:23             |                  |                  |                  |                  |                  |                  |                  |
| 12.              | L'Americain                             | 1:41             |                  |                  |                  |                  |                  |                  |                  |
| 13.              | Secret Room                             | 5:21             |                  |                  |                  |                  |                  |                  |                  |
| 14.              | Hinx                                    | 1:20             |                  |                  |                  |                  |                  |                  |                  |
| 15.              | Writing's on the Wall (Instrumental)    | 2:09             |                  |                  |                  |                  |                  |                  |                  |
| 16.              | Silver Wraith                           | 2:14             |                  |                  |                  |                  |                  |                  |                  |
| 17.              | A Reunion                               | 5:34             |                  |                  |                  |                  |                  |                  |                  |
| 18.              | Day of the Dead (feat. Tambuco)         | 1:24             |                  |                  |                  |                  |                  |                  |                  |
| 19.              | Tempus Fugit                            | 1:20             |                  |                  |                  |                  |                  |                  |                  |
| 20.              | Safe House                              | 3:54             |                  |                  |                  |                  |                  |                  |                  |
| 21.              | Blindfold                               | 1:27             |                  |                  |                  |                  |                  |                  |                  |
| 22.              | Careless                                | 4:37             |                  |                  |                  |                  |                  |                  |                  |
| 23.              | Detonation                              | 3:52             |                  |                  |                  |                  |                  |                  |                  |
| 24.              | Westminster Bridge                      | 4:13             |                  |                  |                  |                  |                  |                  |                  |
| 25.              | Out of Bullets                          | 1:50             |                  |                  |                  |                  |                  |                  |                  |
| 26.              | Spectre (End Title)                     | 5:36             |                  |                  |                  |                  |                  |                  |                  |
| 79:29            |                                         |                  |                  |                  |                  |                  |                  |                  |                  |

## Imprévus
Le 24 novembre 2014, Sony Pictures Entertainment subit beaucoup de dégâts, en étant attaqué par des pirates informatiques. Ce piratage est sans doute la pire attaque informatique de l'histoire contre une entreprise avec 47 000 personnes touchées.
Le 8 décembre 2014, alors que le tournage débute à Londres, neuf Range Rovers préparées pour le tournage en Autriche sont dérobées en Allemagne. La valeur totale des véhicules s'élève à presque un million de dollars. La police allemande n'est pas arrivée à trouver des indices.
Le 10 décembre 2014, soit deux jours après le vol des voitures, des courriels échangés sur le film avec MGM et EON Productions ont été dévoilés. La plupart de ces courriels indiquent que le président de MGM, Jonathan Glickman, a fait pression pour que le budget initial de 300 millions de dollars (USD) se réduise à 250 millions. Ces courriels dévoilent aussi les indications qu'il a données pour aboutir à cette réduction.
Le 13 décembre 2014, les producteurs apprennent la fuite d'une première version du scénario, ce qui implique la révélation de certains éléments-clés du film par les médias. La production fait son nécessaire pour conserver ses droits contre ceux qui ont volé une partie ou l'ensemble du scénario.
Le 10 janvier 2015, alors que la première équipe tourne en Autriche, la seconde apprend qu'elle ne pourra finalement pas tourner une cascade sur la place des quatre fontaines à Rome à cause de la fragilité des monuments. La production recherche une alternative.
Le 26 janvier 2015, une association religieuse s'oppose au tournage sur le Pont Sisto, notamment à l'atterrissage de Bond en parachute, alors que les autorités romaines n'avaient pas encore donné leur réponse définitive.
Le 17 février 2015, des moines auraient interdit à la production de tourner dans le cimetière de Verano. Sam Mendes se serait donc tourné vers le Musée de la Civilisation romaine. Le même jour, on apprend qu'un membre de l'équipe s'est sérieusement blessé pendant le tournage en Autriche ; Daniel Craig s'était également blessé auparavant au genou, plus légèrement, en tournant la scène de combat du train.
Quelques scènes devaient initialement être tournées dans l'enceinte du Senedd, un bâtiment abritant l'Assemblée nationale du pays de Galles. Mais cette dernière a refusé, au motif que le film n’était pas en rapport avec les travaux de l'assemblée ou le rôle de la Chambre dans la vie civique galloise.

## Accueil

### Accueil critique
Sur l'agrégateur américain Rotten Tomatoes, le film récolte 63 % d'opinions favorables pour 368 critiques. Sur Metacritic, il obtient une note moyenne de 60⁄100 pour 48 critiques.
En France, le film obtient une note moyenne de 3⁄5 sur le site Allociné, qui recense 34 titres de presse.

### Box-office
| Pays ou région    | Box-office        | Date d'arrêt du box-office | Nombre de semaines |
| ----------------- | ----------------- | -------------------------- | ------------------ |
| États-Unis Canada | 200 074 609 $     | 7 avril 2016               | 22                 |
| France            | 4 982 985 entrées | 31 janvier 2016            | 12                 |
| Mondial           | 880 674 609 $     | 7 avril 2016               | 22                 |

Sorti en Grande-Bretagne le 26 octobre, et dans cinq autres pays les premiers jours de novembre, le film a rapporté et généré près de 80,4 millions de dollars au box-office, dont 63,8 millions en Grande-Bretagne où il a réalisé un démarrage historique. En effet, c'est le meilleur démarrage de l'histoire, en Grande-Bretagne, après une semaine d'exploitation en salles, devant Harry Potter et le Prisonnier d'Azkaban en 2004. Le dernier volet des aventures de James Bond a également signé un démarrage record en Norvège, en Suède au Danemark et en Finlande.
Aux États-Unis, le film a engrangé 73 millions de dollars de recettes dans sa première semaine d'exploitation, ce qui est moins que les 88,3 millions de Skyfall sorti en 2012.
Sorti en France le 11 novembre qui y est un jour férié, le film réalise le meilleur premier jour de l'histoire du cinéma en France, avec 850 297 entrées grâce à un dispositif de plus de 900 salles.
Pour sa première semaine d'exploitation, 007 Spectre totalise plus de 2,2 millions d'entrées en France. Le film réalise alors le meilleur démarrage dans l'Hexagone pour un James Bond ainsi que le deuxième meilleur démarrage de l'année 2015 (juste après Star Wars 7 - Le Réveil de la Force) et ce malgré la fermeture de plusieurs cinémas parisiens le samedi 14 novembre, à la suite des attentats survenus au sein de la capitale la veille.
Un mois après sa sortie, le film franchit la barre des 4 millions d'entrées en France. Avec 4 178 522 entrées cumulées, 007 Spectre dépasse ainsi Meurs un autre jour (20e film de la franchise) qui avait à l'époque totalisé 4 015 654 tickets vendus. À la même période 007 Spectre totalise 792 millions de dollars dans le monde. Le 30 décembre 2015, le film totalise 4 744 985 entrées en France (il devient le 4e film de l'année 2015 au box-office français) et cumule près de 850 millions de dollars de recettes à travers le monde. Quatre mois après sa sortie en France, le dernier 007 termine son exploitation en frôlant les 5 millions d'entrées sur le territoire national (4 982 985) et engrange plus de 880 millions de dollars au box-office mondial (dont 200 millions aux États-Unis).

## Distinctions

### Récompenses
- Oscars 2016 :
  - Oscar de la meilleure chanson originale pour Writing's on the Wall interprétée par Sam Smith
- Golden Globes 2016 : 
  - Golden Globe de la meilleure chanson originale pour Writing's on the Wall interprétée par Sam Smith

### Nominations
- Teen Choice Awards 2016 :
  - Meilleur film d'action
  - Meilleure actrice dans un film d'action pour Léa Seydoux

## Analyse